# Hacrobia
Hacrobia, podcarstvo kromista koji se sastoji od razreda Haptophyta, a nekada podijeljeno na 3 koljena,

## Koljena
1. Phylum Cryptophyta
2. Phylum Haptophyta
3. Phylum Heliozoa